# Lage Broekpolder
Het waterschap Lage Broekpolder was een waterschap in de gemeente Rijswijk in de Nederlandse provincie Zuid-Holland. Het waterschap was ontstaan in 1923 bij de splitsing van de Broekpolder onder Rijswijk.
Het waterschap was verantwoordelijk voor de waterhuishouding in de polder.